# Polla hemeraria
Polla hemeraria là một loài bướm đêm trong họ Geometridae.